# Adolphus Opara
Adolphus Opara (Lagos, 1981) è un artista e fotografo nigeriano.

## Biografia
Prima di iniziare la sua carriera come fotografo Adolphus Opara ha conseguito la laurea in Computer Science presso la Ambrose Alli University di Ekpona, Edo State, e successivamente ha lavorato presso il centro d'arte Nimbus Art Center con sede a Lagos.

## Attività
Opara lavora come fotoreporter freelance a Lagos. Si occupa principalmente di reportage, documentazioni e progetti a carattere umanistico di lungo termine. 
Le fotografie di Adolphus Opara sono state pubblicate a livello nazionale e internazionale, da supporti come Bloomberg Times, LAGOS City at Work (libro pubblicato dalla casa editrice nigeriana Glendora Books, con sedi a Lagos e Abuja), TIMEOUT Nigeria, il settimanale nigeriano 234NEXT, The Independent, ENTER Word Press Photo, Africa United (libro pubblicato da Word Press Photo), Unifying Africa (libro pubblicato dal fotografo nigeriano Uche James Iroha), Il New African Magazine, e la pubblicazione African Lace realizzata dal Museum für Völkerkunde, di Vienna.

### Esposizioni
Adolphus ha alle spalle diverse partecipazioni a mostre personali e collettive, sia nazionali che internazionali. 
Ha ricevuto importanti riconoscimenti tra cui: la nomina come artista dell'anno durante il Future Awards 2008 e 2009, la nomina al National Geographic All Masterclass 2010 e il premio presso il African Artists Foundation/Nigerian Breweries and Heineken Art Competition nel 2008.

### Esposizioni collettive
- 2011 Nigerians Behind the Lens, Tafeta + Partners at Bonhams, Londra
- 2010 African Lace Museum fur Vulkerkunde, Austria
- 2010 No Judgment: Africa under the prism, Lagos Photo 2010
- 2010 Lagos 1960 – 2010, Mydrim Gallery, Lagos
- 2010 Uneven Geographies exhibition, Nottingham Contemporary, Notthingham
- 2009 P.A.P.A.Lab, African Artist Foundation, Lagos
- 2009 This is Lagos, Coningsby Gallery, Londra
- 2008 First Photo Africa, CAF Andalusian Centre of Photography, Spagna
- 2009 Chance Encounters, Sakshi Gallery, Mumbai India
- 2008 First Photo Africa, CAF Andalusian Centre of Photography, Spagna
- 2008 Travesia Centro Atlantico De Arte Morderno Spagna
- 2006 16 African Photographers, MOAD San Francisco USA
- 2006 Belief The Singapore Biennale, Singapore
- 2006 Unhomely", Seville Biennale, Spagna
- 2006 Snap Judgments I.C.P New York
- 2006 25 African Photographers -CCCB, Spagna
- 2005 Convergences, Nigerian National Gallery Lagos
- 2005 Autre Monde, NAWAO Kornhausforum, Svizzera
- 2005 After the Fact, Berlin Photography Festival, Berlino
- 2005 African Photo Biennial - Bamako, Mali
- 2005 Depth of Field, South London Gallery, Londra
- 2005 Depth of Field, Open Air Gallery, Liverpool UK
- 2004 Lagos, Ifa Galleries. Stuttgart
- 2003 Transfers - Africalia, Bruxelles, Belgio
- 2003 Lagos Inside, French Cultural Centre, Lagos
- 2002 En Direct a Bamako. – Fnac. Parigi
- 2001 African Photo Biennial, Bamako, Mali
- 2001 Eleven Photographers. Goethe Institute Lagos
- 2001 Golden Jubilee Exhibition, NIIA, Lagos.
- 2001 Art Expo, Elf Village, Port Harcourt.
- 2000 Black & White, Mydrim Gallery, Lagos.
- 1995 Aisec Art Expo, Shell Club, Port Harcourt

### Esposizioni personali
- 2008 Fire, Flesh & Blood, Prince Claus Fund, Amsterdam
- 2006 Gathering, Galerie Samuel Claude Parigi
- 2004 Indices, Goethe Institute, Lagos
- 2003 Dare to Care, Africalert, Londra